# Dan-Olof Riska
Dan-Olof Wilhelm Riska (* 29. März 1944 in Stockholm) ist ein finnischer theoretischer Kernphysiker.

## Leben
Riska studierte an der Universität für Technologie Helsinki mit dem Diplom-Abschluss 1967 und dem Lizenziat als Ingenieur 1970. 1974 wurde er dort zum Dr. Ing. promoviert. Er war ab 1968 am Institut für Theoretische Physik der Universität Helsinki und 1969 bis 1971 Stipendiat an der Nordita in Kopenhagen. 1971 bis 1974 war er Gastprofessor (Visiting Assistant Professor) an der State University of New York at Stony Brook bei Gerry Brown. 1974 wurde er Assistant Professor und 1977 Associate Professor an der Michigan State University, was er bis 1981 blieb. 1980 bis 2005 war er Professor für Physik an der Universität Helsinki und seit 2000 Direktor des Instituts für Physik in Helsinki.
1990 war er Gastwissenschaftler am Argonne National Laboratory und 1993 an der University of Maryland in College Park.
Er befasst sich mit theoretischer Kernphysik und hier speziell mit Mesonen- und Quarkfreiheitsgraden in Kernen. Zum Beispiel untersuchte er in den 1970er Jahren teilweise mit Gerry Brown die Rolle des Zwei Pionen Austauschs in den Kernkräften.
Seine ersten Veröffentlichungen waren aus dem Umfeld der Kerntechnik. In den 1970er Jahren veröffentlichte er auch über theoretische Quantenoptik und er veröffentlichte über Geophysik.
Er veröffentlichte unter anderem mit Mannque Rho, Gerry Brown, John W. Negele, Fritz Coester, Wolfram Weise, Franz Gross.

## Ehrungen, Mitgliedschaften, Beratertätigkeit, Herausgeberschaft
2001 wurde er Ehrendoktor (Dr. phil) der Universität Uppsala. Er war im Programmkomitee des Beschleunigerlabors der Universität von Jyväskylä, Berater am Svedberg Labor der Universität Uppsalam, der Gesellschaft für Schwerionenforschung in Darmstadt (2000 bis 2005), beim CEA in Saclay, im Forschungszentrum Jülich, im Untergrundlabor der Pyhäsalmi-Mine sowie seit 2003 im Rat des CERN (2010–2012 als Vizepräsident). Damit ist er der erste Finne im Leitungsgremium des CERN. Außerdem leitete er 1990 bis 1996 das Komitee Physik der Hadronen und Kernphysik der NORDITA.
Er war Mitherausgeber von Nuclear Physics (Mitherausgeber von Nuclear Physics A seit 1996), von Physical Review C (2002 bis 2004), Few Body Systems und Physica Scripta (1982 bis 1997). Er ist Mitglied der Finnischen Akademie der Wissenschaften. 1998 bis 2001 war er deren Präsident. 2002 wurde er Mitglied der Königlich Schwedischen Akademie der Wissenschaften. Außerdem ist er Mitglied der Finnischen Akademie für Technische Wissenschaften, der Akademie der Wissenschaften in Uppsala und der Schwedischen Akademie für Technische Wissenschaften in Finnland. Er ist Fellow des Institute of Physics (1999) und der American Physical Society (1994).
2009 bis 2011 war er Vorsitzender der Kommission für Kernphysik der IUPAP.
1994 erhielt er den E.-J.-Nyström-Preis der Finnischen Wissenschaftlichen Gesellschaft.

## Schriften
- Nucleon Models, in John W. Negele, E. Vogt (Herausgeber), Advances in Nuclear Physics, Band 22, Plenum Press, New York, 1996, S. 1–36
- mit L. Ya. Glozman The Spectrum of the Nucleons and the Strange Hyperons and Chiral Dynamics, Physics Reports, Band 268, 1996, S. 263–304
- The Long Road to Short Range Exchange Currents, Festschrift for G.E.Brown, Nuclear Physics A, Band 606, 1996, S. 251–259
- Exchange Currents, Physics Reports, Band 181, 1989, S. 208–268
- mit E. M. Nyman Low Energy Properties of Baryons in the Skyrme Model, Reports on Progress in Physics, Band 53, 1990, S. 1137–1181
- Exchange Currents in Electron Scattering, in Mannque Rho, Denys Wilkinson (Hrsg.) Mesons in Nuclei, Band 1, 1979, North Holland, Amsterdam 1979, S. 757–787
- mit M. Chemtob, J. W.  Durso Two-pion exchange NN potential, Nuclear Physics B, Band 38, 1972, S. 141–206
- mit Chemtob Nature of the Two-Pion Exchange Contribution to the Nuclear Force, Physics Letters B, Band 36, 1971, S. 313–316